# Eleccions generals de Guinea Equatorial de 1968
Les eleccions generals de Guinea Equatorial de 1968 es van celebrar per escollir al President i a l'Assemblea Nacional de Guinea Equatorial el 22 de setembre de 1968, amb una segona ronda per a les eleccions presidencials celebrada el 2 d'octubre del mateix any.
Francisco Macías Nguema, capdavanter d'Idea Popular de Guinea Equatorial (IPGE) va guanyar les eleccions presidencials, derrotant el fins llavors primer ministre Bonifacio Ondó Edu. En la segona ronda els candidats eliminats Atanasio Ndongo i Edmundo Bossio Dioko van demanar el vot a favor de Macías; Ndongo es va convertir en el primer Ministre de Relacions Exteriors de Guinea Equatorial i Bossio es va convertir en el seu primer Vicepresident.
El Moviment d'Unitat Nacional de Guinea Equatorial (MUNGE) i el Moviment Nacional d'Alliberament de Guinea Equatorial (MONALIGE), els candidats del qual van quedar en segon i tercer lloc en les eleccions presidencials, van aconseguir deu escons cadascun en l'Assemblea Nacional.

## Resultats

### Eleccions presidencials
| Candidat                         | Partit                                                | Primera ronda | Primera ronda | Segona ronda | Segona ronda |
| Candidat                         | Partit                                                | Vots          | %             | Vots         | %            |
| -------------------------------- | ----------------------------------------------------- | ------------- | ------------- | ------------ | ------------ |
| Francisco Macías Nguema          | Idea Popular de Guinea Equatorial                     | 36,176        | 39.57         | 68,310       | 62.35        |
| Bonifacio Ondó Edu               | Moviment d'Unitat Nacional de Guinea Equatorial       | 31,941        | 34.94         | 41,254       | 37.65        |
| Atanasio Ndongo                  | Moviment Nacional d'Alliberament de Guinea Equatorial | 18,300        | 20.02         |              |              |
| Edmundo Bossio Dioko             | Unió Bubi                                             | 5,000         | 5.47          |              |              |
| Total                            | Total                                                 | 91,417        | 100           | 109,564      | 100          |
| Font: African Elections Database |                                                       |               |               |              |              |

### Assemblea Nacional
| Partit                                                | Vots | % | Escons |
| ----------------------------------------------------- | ---- | - | ------ |
| Moviment Nacional d'Alliberament de Guinea Equatorial |      |   | 10     |
| Moviment d'Unitat Nacional de Guinea Equatorial       |      |   | 10     |
| Idea Popular de Guinea Equatorial                     |      |   | 8      |
| Unió Bubi                                             |      |   | 7      |
| Total                                                 |      |   | 35     |
| Font: African Elections Database                      |      |   |        |